# Asplenium stoloniferum
Asplenium stoloniferum är en svartbräkenväxtart som beskrevs av Jean Baptiste Bory de Saint-Vincent. Asplenium stoloniferum ingår i släktet Asplenium och familjen Aspleniaceae. Inga underarter finns listade.